# Tre lông Bidoup
Tre lông Bidoup, tên khoa học Kinabaluchloa wrayi, là một loài thực vật có hoa trong họ Hòa thảo. Loài này được Otto Stapf mô tả lần đầu tiên năm 1893 dưới danh pháp Bambusa wrayi. Năm 1993, Khoon Meng Wong định nghĩa chi mới Kinabaluchloa và chuyển loài này sang chi mới tạo ra.

## Phân bố
Loài này có ở Perak (Malaysia). Năm 1999, tại Vườn quốc gia Bidoup (tỉnh Lâm Đồng, Việt Nam) người ta cũng phát hiện thấy có quần thể của loài này và gọi nó là tre lông Bidoup. Tuy nhiên tên gọi này dễ gây nhầm lẫn rằng nó chỉ có ở Bidoup, Việt Nam.